# 콜트 코브라

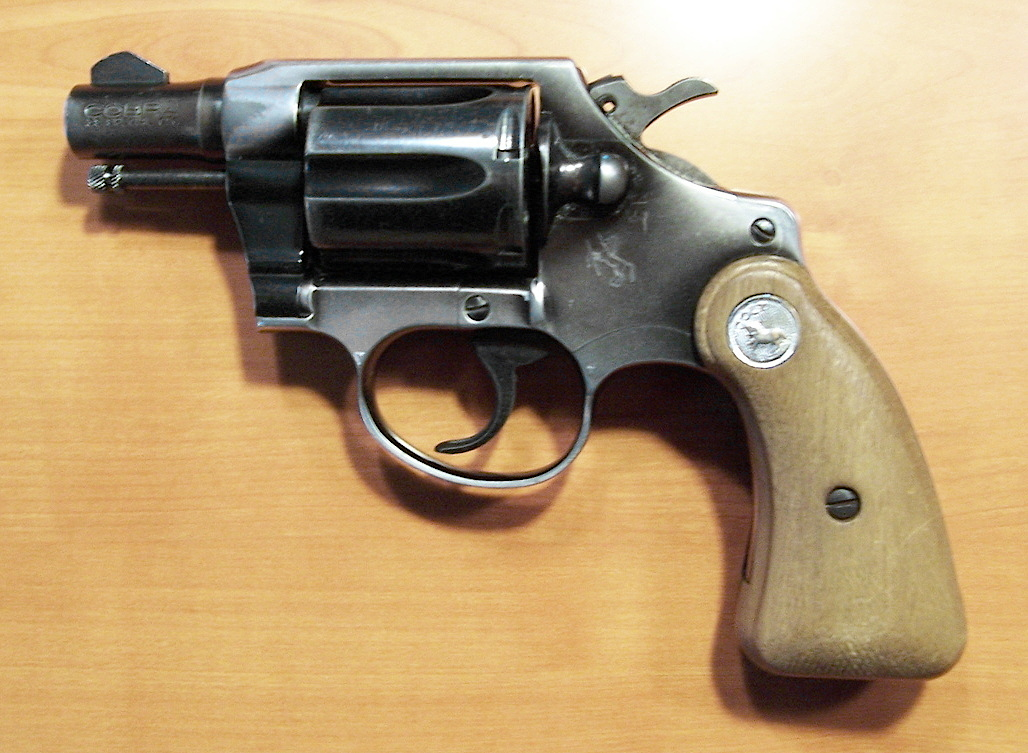

콜트 코브라(Colt Cobra)는 35구경탄을 사용하는 알루미늄 프레임의 가벼운 스너비총이다. 콜트 킹 코브라(Colt King Cobra)와는 구별되는 총이다. 콜트 디텍티브 스페셜에 비해 가벼운 편이고 밀덕들에게 인기가 높은 총이다. 또한 콜트사에서 나온 상징적인 총이기도 하다.
탄약 6발을 제공하며 1950년부터 1981년까지 콜트 제조회사에 의해 판매되었다. 2016년 12월, 콜트사는 강철 프레임을 갖춘 새로운 콜트 코브라판을 생산할 것이라고 발표하였다. 이 모델은 2017년 초에 출시되었다.

## 하위 변종 모델
- 콜트 에어크루먼(Colt Aircrewman)
- 콜트 커리어(Colt Courier)
- 콜트 에이전트(Colt Agent)
- 콜트 바이퍼(Colt Viper)